# Marten Zwanenburg
Marten Coenraad Zwanenburg (* 1972) ist ein niederländischer Jurist.

## Leben
Er war seit 2019 Professor für Militärrecht an der Nederlandse Defensie Academie. Von 2014 bis 2021 war er außerdem Rechtsberater in der Rechtsabteilung des Ministerie van Buitenlandse Zaken. Zwischen 2002 und 2013 war er leitender Rechtsberater in der Rechtsabteilung des Ministerie van Defensie. 2021 wurde er Professor für Militärrecht, insbesondere für das Recht der Militäroperationen an der Universität von Amsterdam. Er ist Mitglied der Redaktion der Militair Rechtelijk Tijdschrift.

## Schriften (Auswahl)
- Accountability of peace support operations. Leiden 2005, ISBN 90-04-14350-5. Rezension